# Bairdia messanensis
Bairdia messanensis är en kräftdjursart. Bairdia messanensis ingår i släktet Bairdia och familjen Bairdiidae. Inga underarter finns listade.